# Pyrotheriidae
De Pyrotheriidae zijn een familie van uitgestorven zoogdieren uit het Eoceen tot Vroeg-Oligoceen.

## Kenmerken
Pyrotheriidae waren massief gebouwde dieren met stevige poten en korte, brede tenen. De kop rustte op een korte hals en bevatte waarschijnlijk een korte slurf. De snijtanden (vier boven en twee onder) in de vorm van stoottanden stonden naar voren gericht. De zeer brede kiezen waren geschikt voor het verwerken van plantaardig voedsel.

## Verspreiding
Deze dieren waren algemeen van Argentinië tot Brazilië, en Venezuela en Colombia.

## Geslachten
- † Carolozittelia Ameghino, 1901
- † Colombitherium Hoffstetter, 1970
- † Griphodon Anthony, 1924
- † Propyrotherium Ameghino, 1901
- † Proticia Patterson, 1977
- † Pyrotherium Ameghino, 1888